# Йордан Хаджиев
Йордан Тодоров Хаджиев е български писател (автор на разкази, автобиограф, драматург, сценарист, романист) и юрист.

## Биография
Хажиев е роден в село (днес град) Бяла черква, Търновско, на 23 август 1933 г.
Завършва право в Софийския университет „Св. Климент Охридски“. Дълги години посвещава на юриспруденцията.
През годините на социализма общува със „заточените“ в село Боженци писатели и поети Станислав Сивриев, Орлин Василев, Андрей Германов.
Съавтор е заедно с Владимир Ганев на сценария на филма „Игра на любов“ (1979). Член е на Сдружението на български писатели.
Умира в София на 31 януари 2019 г.

## Творчество
- „Характерни особености на габровския хумор“ (1972, монография, в съавторство)
- „Апартамент „Мона Лиза“ (1975, разкази)
- „Игра на любов“ (1979, сценарий, в съавторство)
- „Небето на дядо“ (1981, разкази)
- „Наивна любов“ (1985, разкази)
- „Семеен портрет“ (1989, роман)
- „Почивка на море“ (повест)
- „Смей се, Нушо!“ (пиеса)
- „Нататък“ (2008)
- „Из моя век“ (2008)
- „Попътно“ (2009)
- „То беше що беше“ (2014, автобиография)

Творбите „Из моя век“ (2008) и „То беше що беше“ (2014) са на говорещи книги и за незрящи.

## Награди
- Годишна награда за проза на СБП (2004)
- Априлова награда през 2005 г. за цялостно литературно творчество (пръв лауреат)[3]
- Априловска награда за проза през 2015 г. за автобиографичната му книга „То беше що беше“[4]
- Почетен гражданин на Габрово, 2014 [5][6]